# Dicranomyia (Zelandoglochina) flavidipennis
Dicranomyia (Zelandoglochina) flavidipennis is een tweevleugelige uit de familie steltmuggen (Limoniidae). De soort komt voor in het Australaziatisch gebied.